# زبان سوتو
سوتو از زبان‌های بانتو می‌باشد. این زبان در کشورهای آفریقای جنوبی و لسوتو زبان رسمی ست.